# 久川藤太郎
久川 藤太郎（くがわ とうたろう、安政5年4月4日（1858年5月16日） - 昭和13年（1938年）7月21日）は、群馬県で伝承される盆踊り唄、稲荷藤節（いなりとうぶし）をあみだした人物。

## 人物
上野国勢多郡上増田村（現・群馬県前橋市上増田町）で生まれた藤太郎は、生まれつき美声の持ち主であった。若い頃から盆踊り唄を近くの村で歌い歩き、評判となっていた。その後、七七調の口説節を自ら編み出した。
家に稲荷が祀ってあったため藤太郎は「稲荷の藤さん」と呼ばれており、彼の生み出した盆踊り唄は稲荷藤節と呼ばれるようになった。
一番弟子に荒口町の田村利忠太がおり、2代目を泉沢町の小沼徳三郎が継いだ。

## 稲荷藤節
この盆踊り唄は明治初期から勢多郡、佐波郡、前橋などで広く唄われた。大正中頃、八木節の流行に押されて衰退したものの、1973年（昭和48年）前橋郷土芸能大会で青年や婦人会の人々によって披露され、現在は泉沢地区で伝承されている。
七七語調の口説節（くどきぶし）。形式・唄・詞のリズムは八木節に似ているものの、笛1・大太鼓1に合わせてゆったり踊る点に差異が見られる。このような特徴から八木節とそれ以前の盆踊りの中間に位置するものと考えられている。稲荷藤節を歌い出すときは「私しゃ増田の稲荷藤が弟子で」と言う。
前橋市指定重要無形文化財（昭和49年8月26日指定）。